# Silvano Mencacci
Silvano Mencacci (Viareggio, 15 settembre 1938) è un ex calciatore italiano.

## Carriera
Longilineo centravanti, si affermò nella seconda metà degli anni cinquanta nella Massese in IV Serie per le sue doti di realizzatore. Paolo Mazza ne ebbe buone referenze da Aldo Biagiotti e si decise ad acquistarlo nel 1958 e portarlo alla SPAL. In quella stagione Mencacci non trovò molto spazio ed esordì in Serie A il 19 aprile 1959 a Milano contro il Milan - fermato quella domenica sullo 0 a 0 ma che a fine campionato vincerà lo scudetto - per poi tornare fra i rincalzi. Ceduto in prestito in Serie C al Prato, mise a segno 20 reti vincendo la classifica dei marcatori e contribuendo attivamente alla promozione in Serie B degli azzurri allenati da Cesare Meucci. Nel campionato successivo segnò 10 reti con il Prato in Serie B e Mazza, ritenendolo ormai maturo, si decise a riportarlo a Ferrara.
Il campionato 1961-1962 fu sicuramente il più bello per Mencacci che disputò 27 gare in Serie A segnando 10 reti, una addirittura contro i futuri campioni d'Italia e d'Europa dell'Inter, rete che decretò una storica vittoria della SPAL nei confronti dei neroazzurri. Nel gennaio del 1962 il toscano conosce anche l'onore di una prima convocazione in Nazionale ma nonostante ciò Mencacci non riuscì mai a conquistare sino in fondo, a differenza del suo concittadino Adolfo Gori, la simpatia del pubblico ferrarese. Sicuramente generoso e stoico (contro il Torino giocò con la testa quasi completamente fasciata) difettava per eleganza ed era tecnicamente un po' approssimativo ma non per questo poco incisivo, al punto che Mazza, divenuto Commissario Tecnico della Nazionale in occasione dei Mondiali del Cile, lo convocò di nuovo assieme a Gori per un allenamento degli azzurri.
Al termine di quel campionato, dopo una breve parentesi al Torino dove viene prestato per giocare la Coppa dell'Amicizia, se ne andò in comproprietà al Venezia e non riuscì ad evitare la retrocessione in Serie B dei neroverdi. Retrocessione che puntualmente arrivò anche nel 1964 quando tornò alla SPAL. In quel campionato, il 10 novembre 1963, accadde un fatto curioso: nella partita SPAL-Mantova, finita 5 a 2 per i biancoazzurri, Mencacci segnò quattro reti (le uniche da lui realizzate nell'intero torneo) nella porta difesa da un giovane Dino Zoff. Tornò quindi definitivamente al Venezia, e dopo un primo campionato di assestamento, nel 1966 segnò 14 reti in Serie B contribuendo in modo determinante alla promozione in Serie A dei lagunari. Mencacci ritornò in Serie A con l'undici neroverde allenato da Armando Segato e capitanato da Marcello Neri ma, dopo un solo anno nella massima serie, il Venezia retrocesse di nuovo.
Un'altra stagione in Serie B, conclusasi con una rocambolesca retrocessione del Venezia agli spareggi, prima di chiudere nel 1968 con il calcio professionistico e fare ritorno in Toscana. Mencacci ha giocato 87 gare e segnato 22 reti in Serie A oltre ad essere sceso in campo 113 volte segnando 35 goal in Serie B.

## Dopo il ritiro
Tornato in Toscana al termine della sua carriera calcistica, Mencacci uscì definitivamente dal mondo del calcio occupandosi dell'azienda di legnami di famiglia.

## Palmarès

### Club

#### Competizioni nazionali
- Serie C: 1

Prato: 1959-1960